# Березник (Вашкинский район)
Березник — деревня в Вашкинском районе Вологодской области.
Входит в состав Роксомского сельского поселения, с точки зрения административно-территориального деления — в Роксомский сельсовет.
Расстояние по автодороге до районного центра Липина Бора — 30,5 км, до центра муниципального образования деревни Парфеново — 4,5 км. Ближайшие населённые пункты — Здыхально, Конево, Сальниково.
По переписи 2002 года население — 8 человек.